# Kawior czarny

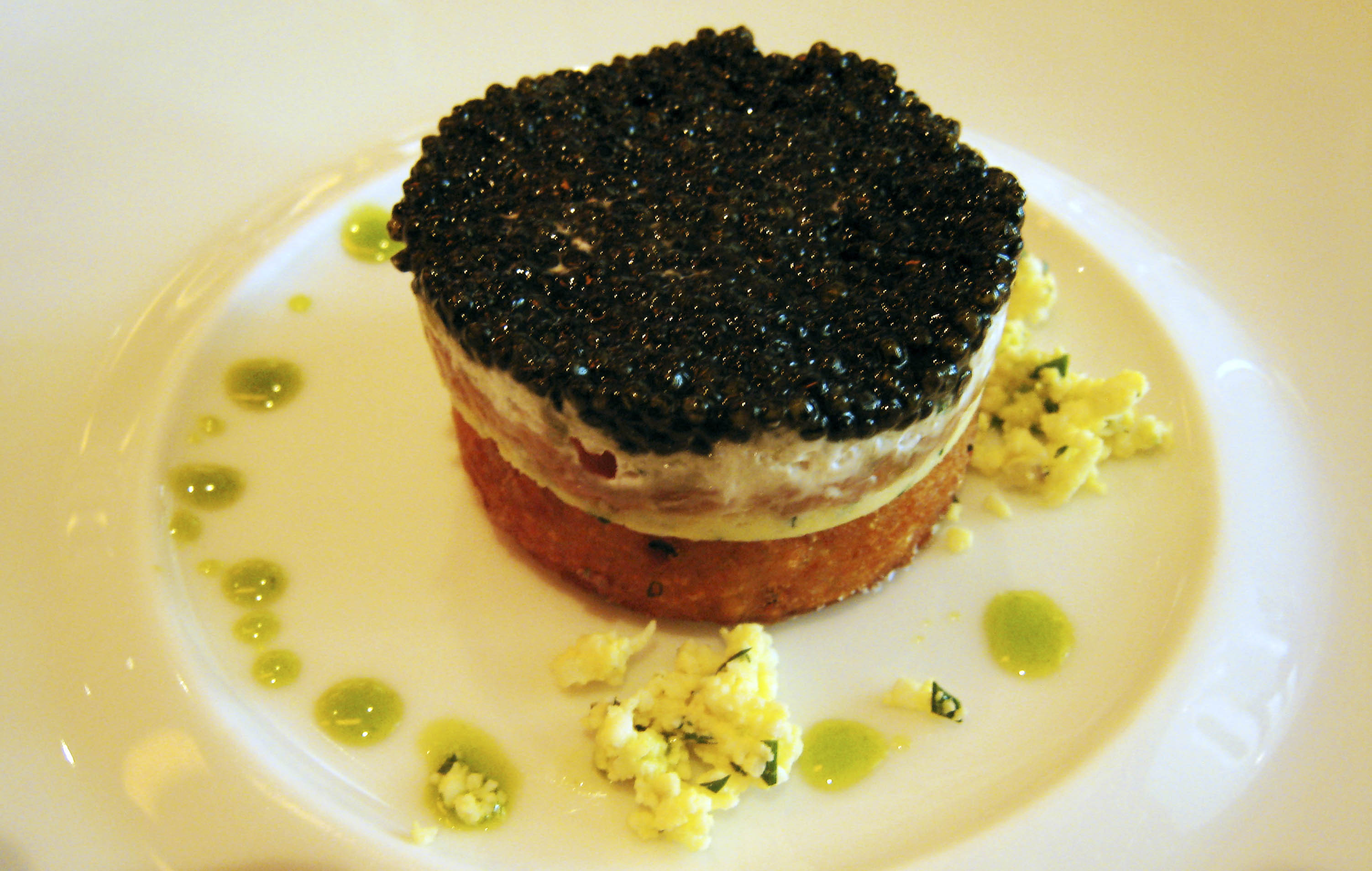
Czarny kawior

Czarny kawior – szlachetna odmiana kawioru. Gatunek i jakość czarnego kawioru ocenia się na podstawie wielkości jego ziaren i koloru oraz gatunku ryb, z których został otrzymany.
Najcenniejszy jest ten o jak największych i jak najjaśniejszych ziarnach, zwłaszcza srebrzysto-czarnych lub szaro-brązowych, lekko błyszczących, o regularnej wielkości, nieposklejanych i z jak najmniej intensywnym rybim zapachem.
Największym prestiżem wśród czarnych kawiorów cieszy się ten pozyskiwany z bieługi, nieco niżej oceniany jest kawior z jesiotra zachodniego, na trzecim miejscu plasuje się kawior z siewrugi (jesiotra gwiaździstego), a najniżej ceniona jest ikra sterleta.
Do przygotowania kawioru ziarnistego nadaje się jedynie w pełni dojrzała ikra. Prawidłowe solenie kawioru sprawia, że jego ziarenka pozostają w całości i nie zlepiają się. Najlepszy kawior ziarnisty rozdzielany jest do puszek (0,5-1,8 kg) lub do słoików; jest on też stosunkowo najmniej słony (waga soli w masie całości nie powinna przekraczać 5%). Jeśli po otwarciu puszki powierzchnia kawioru będzie gładka jak lustro, a zdjęta pokrywka będzie sucha i bez przylepionych ziarenek, znaczy to, że produkt jest najwyższej jakości.
Bardziej słony i mniej wykwintny jest kawior beczkowy, produkowany wyłącznie na rynek zewnętrzny. Zawartość soli w jego wypadku wynosi do 12%.
Ze świeżej ikry, która jednak nie nadaje się do otrzymania kawioru ziarnistego, można wyprodukować kawior prasowany. Jego solenie odbywa się w specjalnej solance, podgrzanej do temperatury 40°C, a po sprasowaniu, podobnie jak kawior ziarnisty, jest on pakowany w puszki.